# Сивково (Одинцовский район)
Сивково — деревня в Одинцовского муниципального района в Московской области. Входит в городское поселение Голицыно

## География
Деревня расположена на правом берегу реки Бутынька, в километре ниже по течению от деревни Бутынь, на 49-м километре Минского шоссе.

## Население
| 2002 | 2006 | 2010 |
| ---- | ---- | ---- |
| 12   | →12  | ↗46  |